# Виттоне, Бернардо
Бернардо Антонио Виттоне (итал. Bernardo Antonio Vittone; 19 августа 1704, Турин — 19 октября 1770, Турин) — итальянский архитектор и теоретик архитектуры. Наряду с Филиппо Юваррой и Гварино Гварини один из трёх самых значительных архитекторов эпохи барокко, работавших в регионе Пьемонт в Северной Италии; из них Виттоне был единственным, кто родился в Пьемонте. Он сумел совместить пространственную изобретательность Юварры с инженерной дерзостью Гварини, особенно в проектах церквей, которыми он наиболее известен.

## Биография
Виттоне родился в Турине в семье торговца тканями Джузеппе Николао Виттоне (происходившего, в свою очередь, от ткачей родом из Камбиано в районе Кьерезе) и Франчески Марии Комуне, сестры Кристины Марии Комуне, жены архитектора Джованни Джакомо Плантери. В юном возрасте он остался без отца и вырос у своего брата Филиберто Маттео, каноника Туринского собора, который, следуя воле отца, дал ему образование. Вероятно, с архитектурой его познакомил его дядя, архитектор Джан Джакомо Плантери. Будучи студентом курса математики, который вёл в Туринском университете аббат Эрколе Корацци, Виттоне участвовал в постройках по проектам Юварры перед отъездом в Рим.
В Риме в 1732 году Виттоне получил первую премию Академии Святого Луки. В Риме он изучал постройки великих мастеров барокко Бернини, Борромини и Карло Фонтаны. В 1733 году, незадолго до своего возвращения в Турин Бернардо Виттоне был избран в Академию Святого Луки.
С 1735 года Виттоне занимался подготовкой к публикации трактата Г. Гварини «Гражданская архитектура» (Architettura civile, опубликован в 1737 году). После смерти Юварры в 1736 году Бернардо Виттоне стал получать ответственные архитектурные заказы. Однако, когда в начале 1740-х годов королевский дом Савойи возобновил покровительство архитектуре, придворным архитектором был назначен Бенедетто Альфьери, а не Виттоне. Поэтому Виттоне в основном проектировал здания в окрестностях Турина.
Самые изобретательные и запоминающиеся работы Виттоне — приходские церкви, удалённые от крупных городов. В их число входит Сантуарио делла Визитационе (Santuario di Santa Maria della Visitazione) в Валинотто (1738—1739), недалеко от Кариньяно, построенное для сельских рабочих. Церковь имеет многоярусный купол, а шестиугольный в плане интерьер характерен чередующимися выпуклыми и вогнутыми формами, напоминающими архитектуру Юварры и Борромини. В куполе — искусно украшенные рёбра, напоминающие работы Гварини, пересекаются, образуя сложный рисунок, освещенный естественным светом из скрытых для наблюдателя окон. Другое произведение мастера — церковь Санта-Кьяра-а-Бра (Santa Chiara a Bra, 1741—1742) с центральным двухкорпусным куполом с причудливо орнаментированными проёмами.
Бернардо Виттоне также проектировал Оспицио или Альберго ди Карита (Ospizio, Albergo di Carita, 1744—1749) в Кариньяно (для нуждающихся бездомных) с центральной капеллой; приходские церкви Гриньяско и Борго д’Але; хор церкви Санта-Мария-ди-Пьяцца и церковь Санта-Кьяра в Турине; церковь Санта-Мария-Маддалена-ин-Альба, приходскую церковь Сантиссимо Сальваторе в Боргомасино и церковь Братства Святого Креста (1755) в Вилланова-Мондови. В 1766 году он с помощью учеников Андреа Рана и Пьетро Бонвичини завершил строительство церкви Сан-Бернардино в Рива-ди-Кьери. Некоторые из его поздних построек демонстрируют архитектурную сдержанность, не характерную для его ранних работ.
Виттоне написал два архитектурных трактата. Первым было пространное сочинение «Элементарные инструкции для начинающих по изучению гражданской архитектуры» (Istruzioni elementari per indirizzo de ‘giovani allo studio dell’ Architettura Civile), опубликованное в 1760 году и посвящённое в основном архитектурным ордерам, а вторым — «Различные инструкции, касающиеся деятельности гражданского архитектора» (Istruzione diverse concernanti l’officio dell’Architetto Civile, 1766), включавшее примеры его собственных работ. В обоих сочинениях доминирует традиционная теория пропорций и композиции, несколько отличная от архитектурной практики автора. Такое необычное сочетание традиционного и новаторского в творчестве Виттоне прокомментировал историк искусства Рудольф Виттковер. Он отметил, что Виттоне пытался математически доказать правильные классические пропорции зданий и что он использовал недавние открытия физики света Исааком Ньютоном для решения вопросов освещённости зданий, а заканчивает свои трактаты посвящением Богу и Деве Марии. Виттковер характеризует удивительную личность Бернардо Виттоне следующим образом:

 «Архитектор редких способностей, полный оригинальных идей и творческих устремлений, с которыми могут сравниться лишь немногие мастера… То малое, что мы о нём знаем, позволяет предположить, что он был одержимым гением. Такое же впечатление создаётся и при чтении двух его трактатов: „Istruzioni elementari“ 1760 года и „Istruzioni diverse“ 1766 года… Необычайная особенность его трактатов заключается в том, что, по сути, он не сильно отошёл от позиции Л. Б. Альберти … Но если Альберти хотел возвысить и просветить ум, Виттоне хочет его радовать. Он также включает недавние исследования — но с какой целью? … Пропорции — его главный предмет и все его достижения, и круг интересов в точности соответствуют эстетической теории эпохи Возрождения»
На протяжении многих лет у него было множество учеников и сотрудников, таких как Томмазо Гверрино, Пьетро Бонвичини, Луиджи Микеле Барберис, Марио Людовико Кварини, Джованни Баттиста Борра, Джакомо Мария Контини, Марчеллино Сегре; некоторым из них он передал и призвание к теоретическим исследованиям.
После того как Виттоне скончался в 1770 году его бывшие ученики Андреа Рана и Пьетро Бонвичини продолжили стиль архитектуры позднего барокко, созданный Виттоне, в то время как европейская архитектура неуклонно двигалась к неоклассицизму.

## Галерея

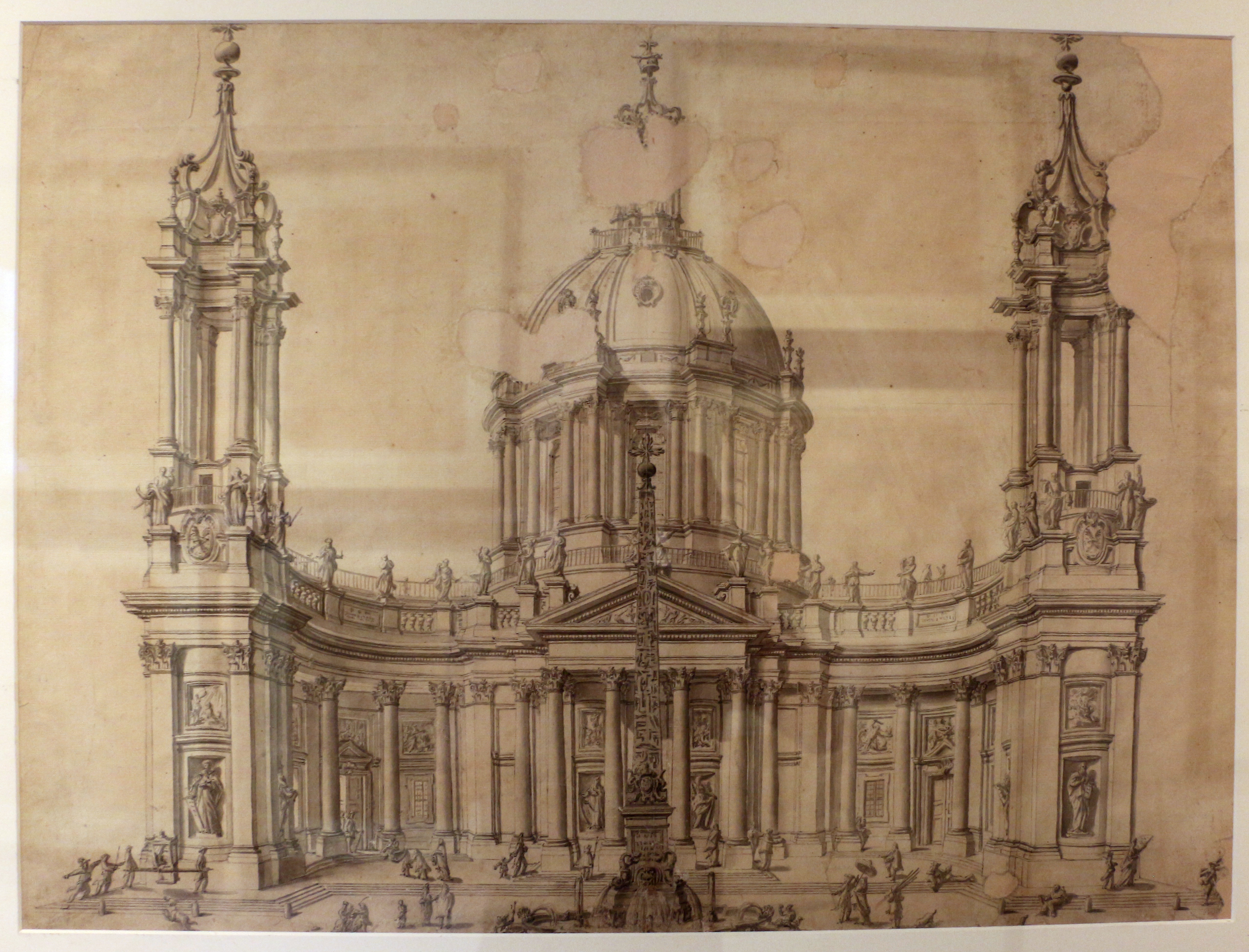
«Вид священного здания». 1733. Конкурсный проект Академии Святого Луки
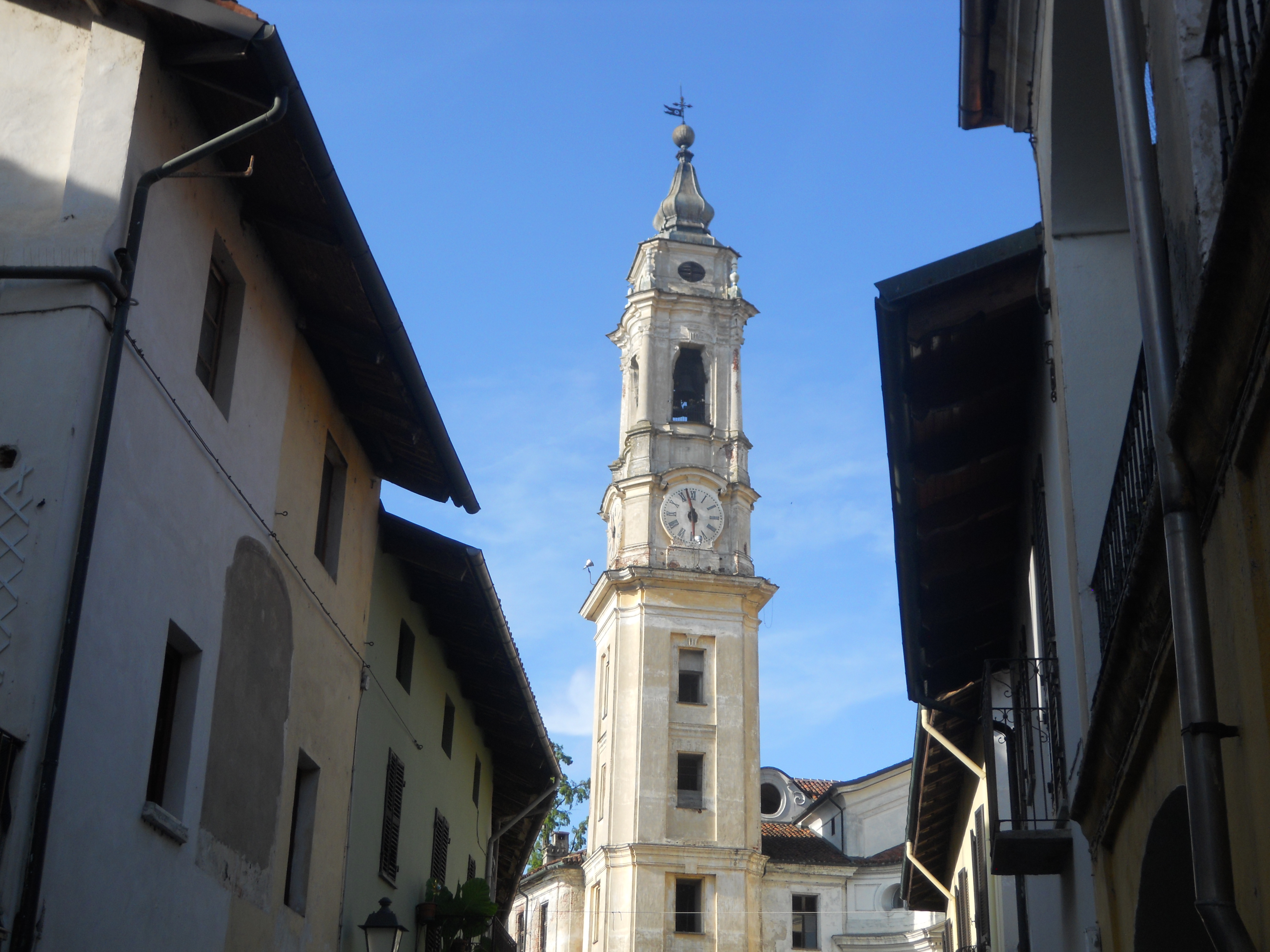
Кампанила в Монтанаро
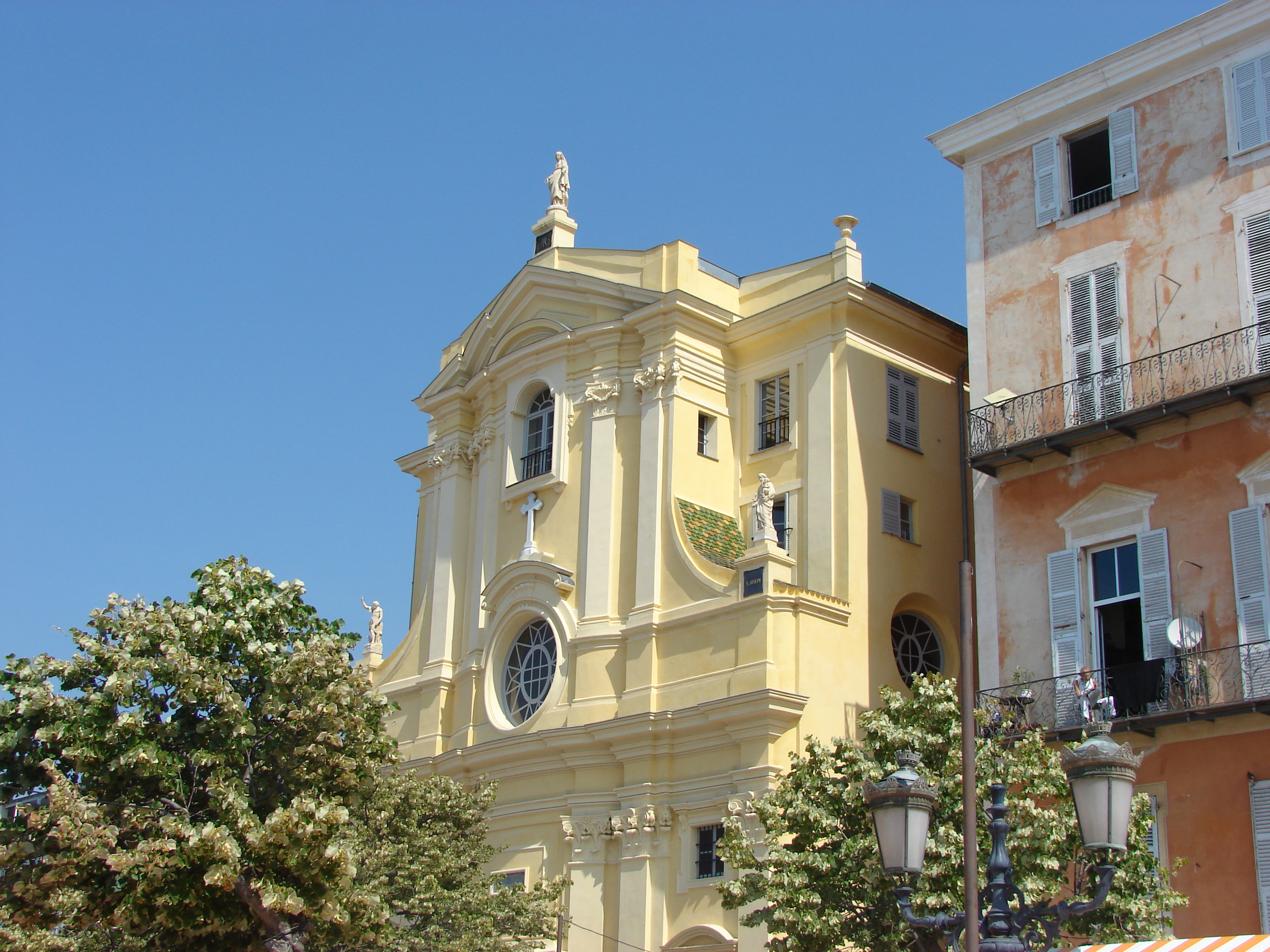
Капелла Мадонны Мизерикордии (Милосердной) в Ницце
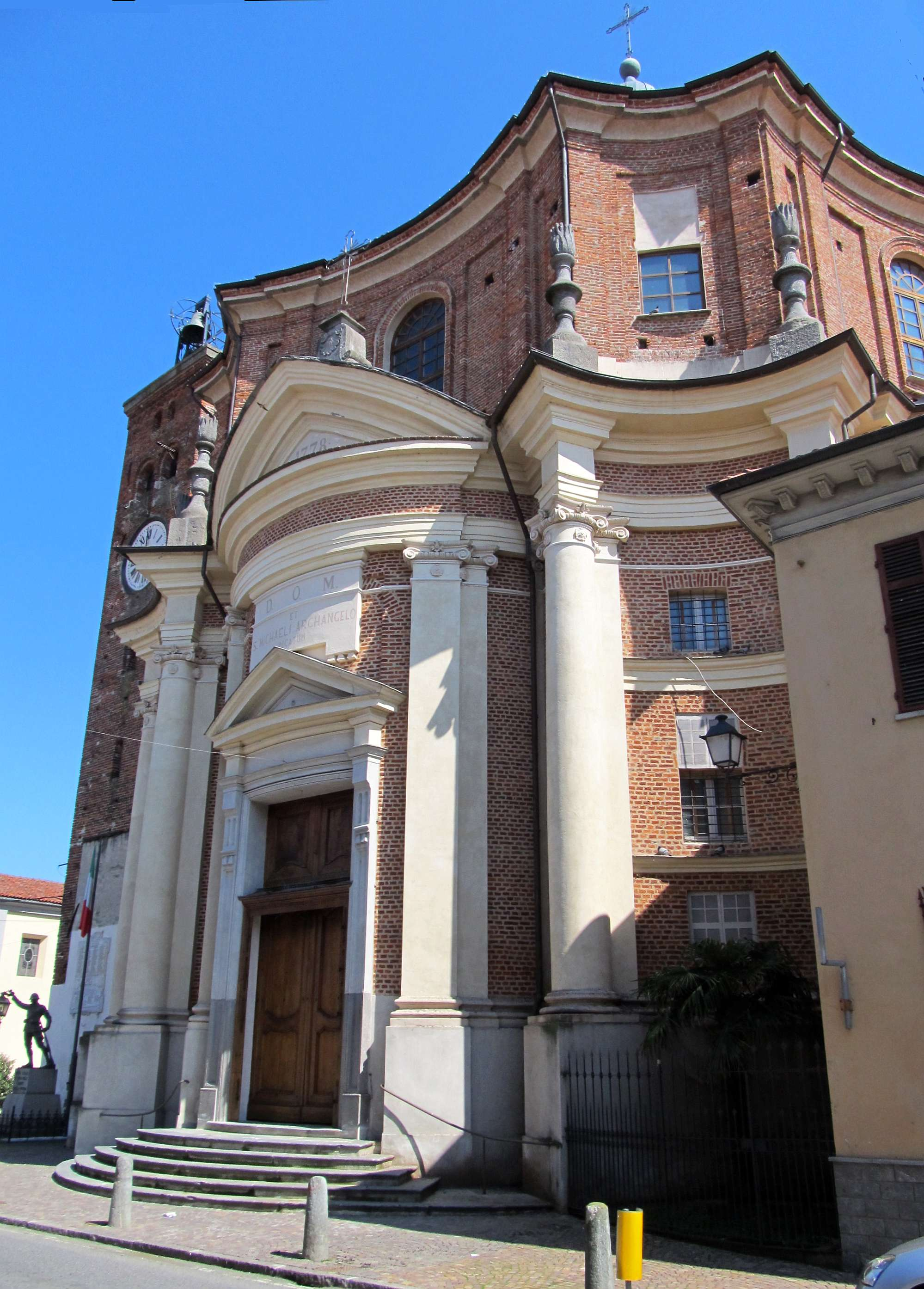
Приходская церковь Святого Архангела Михаила в Борго де Аль
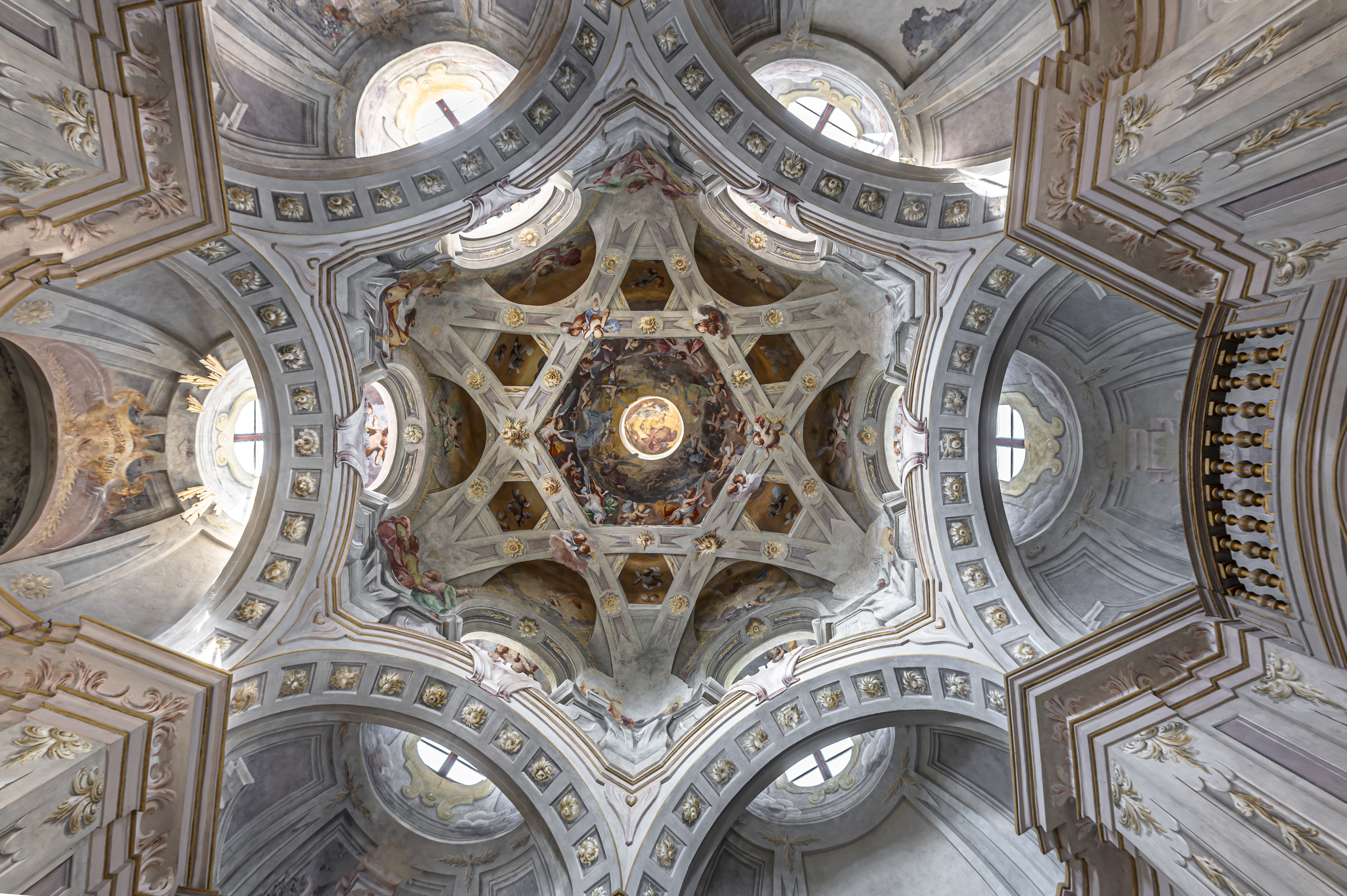
Сантуарио в Валинотто близ Кариньяно. 1738–1739. Купол
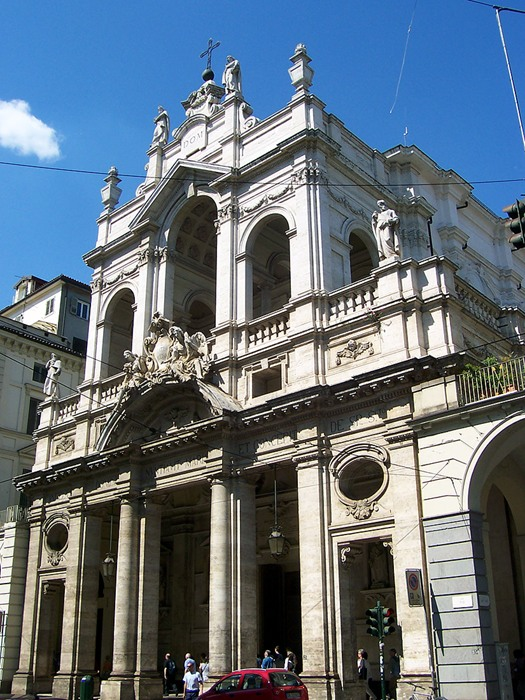
Церковь Сантиссима Аннунциата. 1743-1745
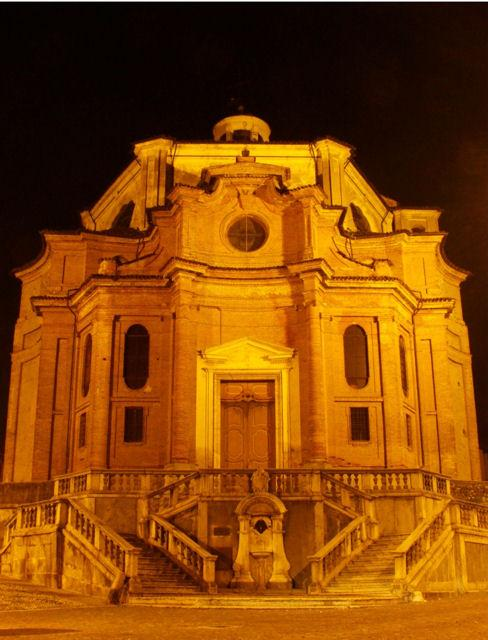
Приходская церковь Санта-Мария-Ассунта в Гриньяско. 1750
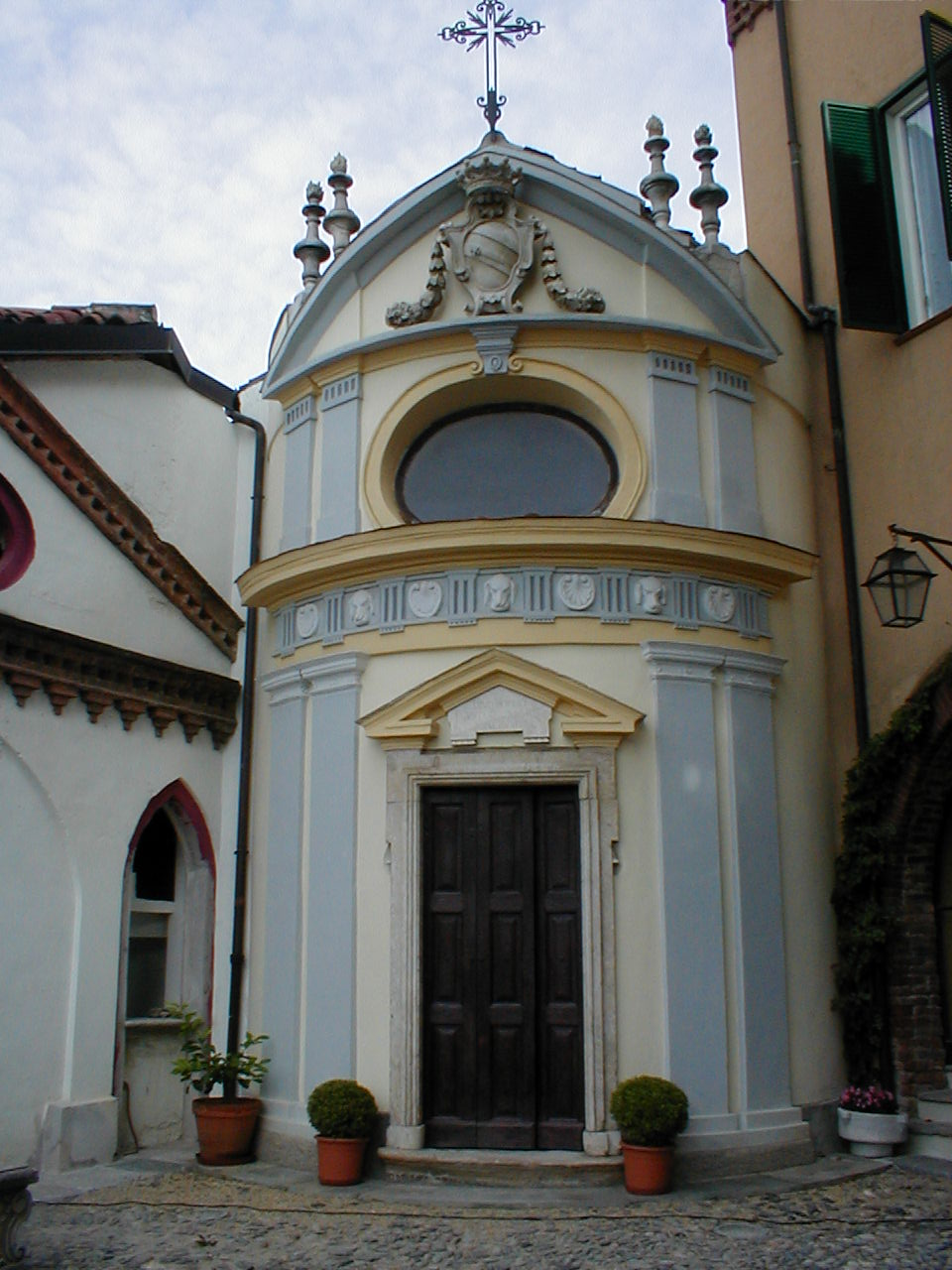
Капелла Сан-Рокко в Трофарелло